# Панайот Волов
Панайот Волов е деец на българското националнореволюционно движение с псевдоним Петър Ванков. Той е сред инициаторите, учредителите и главните дейци на Гюргевския революционен комитет и на Априлското въстание (1876). Бащата на Панайот Волов, Вичо Симеонов, убива чужд вол, принуден е да го заплати и така се появява прякора му – Волов, който се предава и на сина му, под формата на фамилия.

## Биография

### Ранни години
Първият биограф на Панайот Волов е Стилиян Чилингиров, който систематизира спомените на сестра му Вичка и сведенията на възрожденския учител Илия Блъсков. 
Волов е роден в град Шумен в занаятчийско семейство.  Точната му дата на раждане не е известна - Ст. Чилингиров посочва 1847, а Д.Страшимиров 1851-53. И двамата не дават убедителни доказателства, но тъй като малката му сестра Вица е родена на 5 март 1853 и има 2-3 години разлики с него се приема, общото мнение е, че е роден през 1850 или 1851. Семейството му се преселва за кратко време в село Ченгел, където майката Василка работи в чифлика на Анастас Хаджистоянов, а бащата Вичо Волов „се залавя с камъни край селото, като в канарата зарежда взривове пред възхитените погледи на селяните. "Висок, сух и мургав, с блестящи очи и волеви характер" - така го е запомнил митрополит Симеон Варненско-Преславски . Волов води спартански начин на живот - не пуши, не пие, спи малко, за да има време да чете. Панайот започва да учи в селското училище при даскал Герчо, а завършва Шуменското класно училище при Добри Войников, където преподава и Тодор Икономов. С материалната подкрепа на богатия си вуйчо Маринчо Бенли продължава обучението си в Букурещ, Болград, Одеса и Николаев (1869 – 1873). Шест месеца преди да завърши Южнославянския пансион в Николаев (Украйна), е принуден да се завърне в Шумен поради заболяване. След като оздравява има намерение отново да потегли за Николаев, където да довърши обучението си, но шуменци му предлагат позиция на главен учител и директор на класното училище и той приема. Организира вечерно училище, участва активно в дейността на местното читалище. 

## Революционно-освободителна дейност

### Първи стъпки като революционер
Волов преподава естествена история, физика и математика, като често използва уроците си с цел патриотично възпитание. Организира вечерно училище, подпомага местното читалище „Напредък“ и заедно със свои колеги организира театрални представления. За да предаде представителен образ в пиесата „Въздигането на Крум Страшний“, той дори взима уроци по фехтовка. През август 1874 г. участва в общото събрание на Българския революционен централен комитет (БРЦК) в Букурещ. Волов е избран за председател на Шуменския частен революционен комитет. Под прикритието си на училищен инспектор, изгражда или възобновява комитети в 14 шуменски селища, като Каспичан, Кюлевча, Нови Пазар, Преслав, Осмар, Смядово, Върбица, Драгоево, Хасъ (дн. с. Добри Войников), Дивдядово. 
През есента на 1874 г., по препоръка на Михаил Греков, Панайот Волов води на обиколки с разузнавателна цел руския полковник Георгий Бобриков, който скицира укрепленията на Шумен и крепостта Преслав. Любопитно е, че според З. Стоянов през декември 1874 г. Волов дава на Каравелов пари, за закупуване на 12 револвера.  Н. Обретенов си спомня, че Волов бил сред най-дейните революционни апостоли. В началото на 1875 г. е арестуван и хвърлен в затвора заради участието му в острия конфликт между местната младеж и европейските инженери, участващи в строителството на жп линията Каспичан-Шумен-Ямбол. Застава начело на недоволните шуменци, които осуетяват сватбата на френски инженер и местна девойка, която се счита за корифей на шуменската хубост. След няколкомесечен престой в затвора е освободен и заминава за Румъния. Ботев пише писмо до Ив. Драсов, от което се вижда, че на 16 март 1875 г. Волов е в затвора.

### Старозагорско (Заарско) въстание (16-17 септември 1875) и Гюргевски комитет (11 ноември -25 декември 1875)
След освобождението си бяга в Румъния. Там е посрещнат от Стамболов и Ботев. Бързо се превръща в професионален революционер. Междувременно между средата на април и средата на август група дейци, между които Христо Ботев и Стефан Стамболов организират преврат и свалят Каравелов от позицията председател на Български революционен централен комитет (БРЦК), като избират за такъв Хр. Ботев.    БРЦК бързо поема курс към въстание. Мнозина от „младите“ са бивши руски студенти (Волов, Стамболов, Ботев). Може би затова членовете на БРЦК вярват, че могат да предизвикат руска намеса чрез народно въстание, което да предизвика международен отзвук. Моментът е благоприятен, предвид тлеещия сърбо-османски конфликт по повод босненско-херцеговското въстание. На 12 август БРЦК се събира и взима решение за всенародно въстание.  На това заседание присъства и Панайот Волов, в качеството си на представител на Шуменският частен революционен комитет.  Впоследствие е избран е избран за член на БРЦК . На същото заседание се взима решение да се изпратят емисари вътре в страната и Панайот Волов е избран за апостол в Ловешки окръг. През Никопол, той преминава Дунава и отива в Троянския Балкан, където развива своята дейност. На 16 – 17 септември избухва Старозагорското въстание. Прибързания ход на Заарското въстание слага точка на дейността на Панайот Волов в Троянския Балкан. Той успява да избегне арестите и се връща в Румъния. През това време на 30 септември Христо Ботев подава оставка като председател на БРЦК. Освен идеологическите различия (Ботев счита за неправилна идеята да влизат чети от Сърбия и държи да се запази оригиналната идея на Левски за всенародно въстание), той е обиден, защото се пуска слух, че Ботев е присвоил 2000 – 3000 франка комитетски пари. БРЦК не избира нов председател, а се саморазпуска. В Румъния Волов остана разочарован от разделението и безверието обванало революционинте дейци, но тъй като е уверен, че освободително-революционното дело трябва да продължи, заедно със Стоян Заимов, Никола Обретенов и Христо Караминков - Бунито  става основател  на Гюргевският революционен комитет. Към комитета се присъединява и  Стефан Стамболов, които председателства заседанията. Комитета заседава между 11 ноември и 25 декември 1875 г. Комитетът взима решение да се организира ново въстание през пролетта на 1876. Волов е избран за главен апостол на IV революционен Пловдивки окръг, а за негов помощник е избран Георги Бенковски.

## Априлско въстание
В резултат на организаторската работа на двамата апостоли са създадени десетки частни революционни комитети. В организацията са включени много местни патриоти с голям принос в хода на въстанието. След появата на противоречия в ръководството, проявява воля и такт и в името на общото дело отстъпва първенството на Георги Бенковски. Когато Захарий Стоянов учуден, че Панайот Волов е отстъпил от първенството го запитва по въпроса той отвърща простичко Отстъпих му (на Бенковски), защото е по-достоен. Двамата апостоли разделят дейността си Волов отива да агитира в Източната част на Пловдивски окръг – Клисура, Копривщица, Калофер и пр. Панайот Волов е един от инициаторите за свикването на общо събрание на комитетите от Четвърти окръг в местността Оборище, близо до Панагюрище и взема дейно участие в него. На 14 април Оборищото събрание потвъжрдава правата на Бенковски като главен апостол, а на Волов - като помощник апостол. 
При избухване на въстанието на 20 април е в Панагюрище и заедно с другите апостоли вдига населението на бунт. Формира чета от 150 човека, ръководена от него съвместно с Икономов. Волов достига до Стрелча, където вече действа Орчо воевода. Двете чети се съединяват и в продължение на два дни водят активен бой с турците и татарите в местността.  За да не губи време търси помощ от Копривщица. Отзовават се двадесетина въстаника. Волов и Икономов преценяват, че не могат да завладеят Стрелча. Тук Волов отпраща една част от четата към Клисура, а сам се насочва към Копривщица, където оказва помощ на Каблешков. На място организира отбраната на града и събира нови четници. На 23 април пристига в  Клисура,  укрепва позицията на четниците  в местността Зли дол и разполага там черешов топ. Скоро след това начело на малка чета (43 души) започва да препуска по околните села  и да ги повдига на бунт. Междувременно има ново едно сражение с башибозука. На 26 април получава спешна молба за помощ от Клисура. Там малочислените въстаници се сражават с 2000 башибозук, предвождан от карловския спахия Тосун бей. Волов веднага се насочва натам, но когато пристига с 60-65 души над Върлищница вече е късно - Клисура е в пламъци, а въстаниците са отстъпили позицията си над Зли Дол. (тези събития се потвърждават от протоколите на копривщенци публикувани в книгата на Димитър Страшимиров "История на Априлското въстание" през 1903). В този момент пристига и Тодор Каблешков начело на 200 души.  Волов свиква на място военен съвет. Той решава да раздели силите си на два отряда. Едната чета поверява на Каблешков, а той поема командването на другата и начело на около сто души прави опит да повдигне Карлово и Сопот. Бързо се уверява в безсмислието на това дело и се връща назад. Около 28 април води сражение с малка турска част, но не успява да направи пробив. Според разказа на Каблешков пред Захарий Стоянов, чорбаджиите виждайки неуспеха на революцията „арестуват“ апостолите (Волов, Икономов, Каблешков, даскал Найден) с намерението да ги предадат на османците. Лъжливо известие на Иван Ворчо, че идат 12 000 сърби и 3000 българки юнаци кара чорбаджиите да пуснат революционерите. След разгрома на въстанието Волов и Икономов повеждат чета от стотина души към Търновския Балкан, надявайки се на по-голям успех, но още същата нощ четата се стопила до 27 души. Четата води епизодични сражения, неколница са убити или заловени (На 6 май четата вече е едва 12 човека). Близо до Троян е заловен и Тодор Каблешков. Според военният историк о.з. полк. д-р Петър Ненков, близо до Троянския манастир оцелелите четници се натъкват на две башибошузки потери по около 50 човека. Четата започва да се укрива около с. Черни Осъм и окончателно се стопява. На 20 май Волов и осмина негови другари са пред Търново. Неуспехът на въстанието кара Волов да изтрезнее и да се опита да избяга в Румъния, заедно със своите другари. Тук от съображения за по-незабелязано придвижване те се разделят на три групи по трима души. Първа група: Волов, Георги Икономов и Стоян Ангелов; втора група: Кольо П. Димитров, Ненчо Искров Налбантина и Стефо Стоев; Трета група - Павел Бобеков, Манчо Манев и клисурският учител Христо Драганов (и тримата се спасяват в Румъния, Бобеков участва в Руско-турската война). На 26 май след предателство Волов е ранен и при опит да преплува река Янтра край град Бяла, Русенско се удавя. Тленните му останки са в Пантеона на Възрожденците, Русе.

## Памет
Родната къща на Панайот Волов в град Шумен днес е устроена като едноименна къща музей. Близо до лобното му място, край кръговото кръстовище до Беленския мост, е издигнат паметник.
На неговото име е наречено Средното общообразователно училище „Панайот Волов“ в град Бяла, в квартал Дивдядово, Шумен и в други населени места. Футболният стадион в Шумен също носи името на национал-революционера.
На Панайот Волов е наречена улица в Центъра на София (Карта).
На негово име е кръстен астероид открит от български астрономи – 445308 Volov (2010 ET20).